# La Castañá
La Castañá es una fiesta popular que se celebra en Calamonte, una población de Extremadura (España), muy cercana a Mérida, el primer sábado del mes de noviembre, después del Día de Todos Los Santos.
Los grupos de amigos se reúnen en los corralones, que previamente han decorado, y celebran fiestas que duran toda la noche.
Uno de los grupos de amigos más conocidos de la localidad, es la peña conocida como "er Zulo", asiduos a esta fiesta.
- Datos: Q5684538